# Експедиція Новари

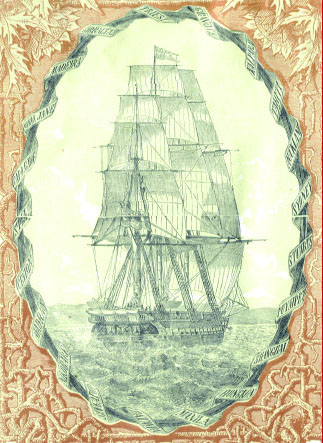
Титульний аркуш першого видання документів експедиції (1861)

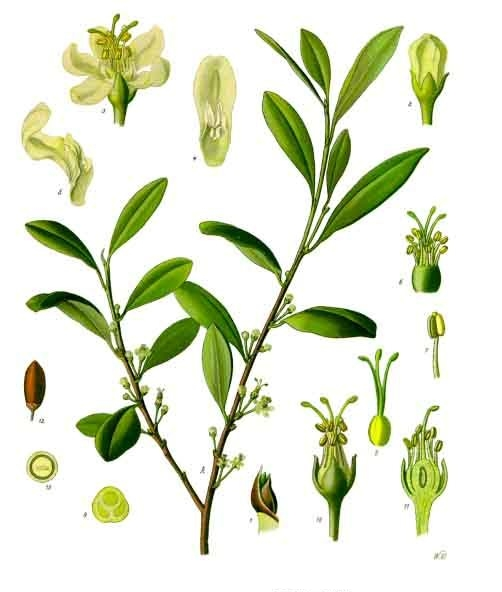
Кока

Експедиція Новари (нім. Novara-Expedition) — перша і єдина навколосвітня вітрильна експедиція австрійського імператорського військово-морського флоту, здійснена в 1857—1859 роках. Опублікований згодом звіт експедиції, який містить також численні наукові відкриття, став справжнім бестселером того часу.

## Історія
Експедиція проходила на важкому фрегаті Новара, спорудженому 1850 року, перебудованому спеціально для цієї подорожі. Командував експедицією комодор Бернгард фон Вюллерсторф-Урбайр. У цьому дослідженні брали участь кілька вчених, делегованих віденською Імператорською академією наук: геолог Фердинанд фон Гохштеттер, зоолог Георг фон Фрауенфельд та інші, які зібрали великі наукові колекції і зробили чимало відкриттів. Ця експедиція також була першою навколосвітньою, здійсненою кораблем з німецькомовною командою.
Новара вийшла у відкрите море 30 квітня 1857 року з трієстського порту. Через мертвий штиль, що стояв на морі, її буксирували аж до Мессінської протоки, а далі вона йшла під вітрилами до Гібралтару. Потім, пройшовши Атлантичним океаном, досягла островів Мадейра, Ріо-де-Жанейро та Мису Доброї Надії. В Індійському океані експедиція відвідала 19 листопада — 6 грудня французькі антарктичні острови Сен-Поль та Амстердам. Далі мореплавці попрямували до Цейлону та Мадраса, звідти на Сінгапур. Наступними Новара відвідала Яву, Манілу, Гонконг, Шанхай та Соломонові острови. 5 листопада 1858 року корабель прибув у Сідней, потім вирушив до Окленда і на Таїті. Експедиція перетнула Тихий океан, досягла чилійського порту Вальпараїсо і, обійшовши Вогняну Землю, попрямувала до Азорських островів. 26 серпня 1859 року, через 551 день після початку подорожі та пройшовши 51 686 морських миль навколо світу, Новара увійшла до гавані Трієста.
Серед унікальних наукових результатів експедиції — дослідження на антарктичних островах Сен-Поль та Амстердам, вивчення Нікобраських островів та Нової Зеландії, низку районів якої Гохштеттер вперше картографував. Всі ці роботи стали основою для геологічних досліджень, що відбулися згодом. Проводилися також роботи в галузі океанографії та гідрографії, особливо в південній частині Тихого океану. Зібрані зоологічна, ботанічна та етнографічна колекції налічували понад 26 000 примірників і були передані ряду музеїв (перш за все — віденському Музею природознавства. Також вивчався земний магнетизм (гравітація), що значно розширило наукові знання з цієї дисципліни. Привезені експедицією листи чагарнику коки дозволили у 1860 році вперше виділити в лабораторії чистий кокаїн.
Австрійська академія наук видала 21 том наукових результатів експедиції під назвою Плавання австрійського фрегата «Новара» навколо Землі (Reise der österreichischen Fregatte Novara um die Erde) (1861—1876). Першу частину цього видання, власне опис подорожі, томи 1-3, прикрашені численними ксилографіями, видав Карл фон Шерцер. Під тією ж назвою побачило світ скорочене, «народне» двотомне видання, розкуплене протягом року.
У публікаціях XIX століття залишилося прихованим політичне підґрунтя цього плавання, а саме колоніальний інтерес Австро-Угорщини до Нікобарських островів, що перебували тоді в данському володінні.

## Науковий опис
- Описова частина: (Karl von Scherzer, anonym) Reise der Oesterreichischen Fregatte Novara um die Erde, in den Jahren 1857—1859 unter den Befehlen des Commodore B. von Wüllersstorf-Urbair. 3 Bände. Wien, 1861, 1862.
- Гідрологічна й фізична частина: Geographische Ortsbestimmungen und Flutbeobachtungen.- Magnetische Beobachtungen. 1 Band. Wien 1862-65
- Статистична та комерційна частина: 2 Bände. Wien 1864, 1865 (2. verb. Aufl. in 1 Bd. Leipzig, Wien, Brockhaus 1867)
- Зоологічна частина: 6 Bände
  - 1. Band: Wirbeltiere: Johann Zelebor, Säugethiere; August von Pelzeln, Vögel; Franz Steindachner, Reptilien; F. Steindachner, Amphibien; Rudolf Kner, Fische. Wien 1867—1869
  - 2. Band: Entomologie. Ludwig Redtenbacher, Coleopteren; Henri de Saussure, Hymenoptera; Gustav Mayr, Formicidae ; Friedrich Moritz Brauer, Neuropteren. Wien 1868
  - 3. Band: Ignaz Rudolph Schiner, Diptera; G. L. Mayr, Hemiptera. Wien 1868
  - 4. Band: Camill Heller|, Crustaceen; E. Grube, Anneliden; Georg von Frauenfeld, Mollusken.
  - 5. Band: Cajetan Felder, Rhopalocera.
  - 6. Band: C. Felder, Lepidoptera.
- Ботанічна частина: 1. Band (mehr nicht erschienen): Sporenpflanzen: Albert Grunow, Algae; A. von Krempelhuber, Lichenes; H. W. Reichardt, Fungi, Hepaticae et Musci Frondosi; Georg Heinrich Mettenius, Cryptogamae Vasculares; Julius Milde, Ophioglosseae und Equisetaceae. Wien 1870
- Медична частина: 1. Band (mehr nicht erschienen) v. Eduard Schwarz, Wien 1861
- Антропологічна частина: 3 Bände
  - 1. Band: E. Zuckerkandl, Cranien. Wien 1875
  - 2. Band: A. Weisbach, Körpermessungen. Wien 1867
  - 3. Band: Friedrich Müller: Ethnographie. Wien 1868
- Лінгвістична частина: 1 Band. Friedrich Müller, Wien 1867.
- Геологічна частина: 2 Bände.
  - 1. Band: Geologischer Teil. Ferdinand von Hochstetter. Wien 1864
  - 2. Band Paläontologischer Teil herausgegeben von F. von Hochstetter, Moritz Hörnes and Franz Ritter von Hauer. Wien 1865

Плавання «Новари» зображено в численних акварельних роботах художника Йозефа Селлені, який брав участь у цій експедиції.